# Hypogexenidae
Hypogexenidae é uma família de milípedes pertencente à ordem Polyxenida.
Géneros:
- Hypogexenus Silvestri, 1903